# Bryant Reeves
Bryant Reeves (Fort Smith, 8 de junho de 1973) é um ex-jogador norte-americano de basquete profissional que atuou na  National Basketball Association (NBA). Foi o número 6 do Draft de 1995.